# John Nord
John Nord, noto con il ring name The Berzerker quando militava nella WWF negli anni novanta (Saint Cloud, 18 ottobre 1959), è un ex wrestler statunitense.

## Carriera

### Inizi
Nord iniziò la carriera nel wrestling a fine 1984 lottando nella Mid-South Wrestling con il nome The Barbarian, guidato dal manager Skandor Akbar. Nel 1986, adottò il ring name Nord the Barbarian combattendo in vari incontri singoli e di coppia (sotto il manager Adnan El Kassey) nella American Wrestling Association. Qui, fece spesso coppia con Bruiser Brody. I due si scontrarono con Greg Gagne e Jimmy Snuka come parte del triplo main event di WrestleRock '86.
Nord passò poi alla World Class Championship Wrestling (stavolta con manager Gary Hart), dove ebbe un feud con Kevin Von Erich per il titolo WCWA World Heavyweight Championship. Sfidò Von Erich per la cintura durante la quarta edizione annuale del David Von Erich Memorial Parade of Champions al Texas Stadium nel 1987.
Nel 1989, ritornò nella AWA con l'identità di Yukon John (un taglialegna con tanto di ascia, vestito in blue jeans, camicia di flanella, un cappello di pelle d'animale e stivali). Lottò principalmente nella competizione singola, fino a quando formò un tag team nel 1990 con Scott Norton, chiamato The Yukon Lumberjacks. Il duo ebbe un breve feud con i The Texas Hangmen. Successivamente, Nord si trasferì nella Pacific Northwest Wrestling.

### World Wrestling Federation (1991-1993)
Nel 1991, si unì alla World Wrestling Federation (WWF) originariamente con il nome The Viking e la gimmick del rude guerriero vichingo. Ben presto cambiò nome in The Berzerker (con manager Mr. Fuji) e iniziò una faida con Davey Boy Smith e Jimmy Snuka. Il suo modo prediletto di vincere gli incontri era quello di gettare gli avversari fuori dal ring vincendo poi per conteggio di dieci fuori dal ring, il tutto tenendosi stretto un polso con una mano, e lanciando il suo grido di guerra "Huss! Huss!". Lottò alle Survivor Series 1991 come membro di una squadra di heel nel corso di un match ad eliminazione. Fu l'ultimo uomo ad essere eliminato del suo team. Quindi iniziò un nuovo feud con The Undertaker, cercando anche di infilzarlo sul ring con la propria spada. Nel luglio 1992, The Berzerker vinse una Battle Royal a 40 partecipanti andata in onda nel corso di una puntata di WWF Prime Time Wrestling, e sfidò Bret Hart per il WWF Championship in novembre. Lasciò la WWF l'anno successivo per aver preso parte ad una aggressione a Vince McMahon per questioni economiche.

### All Japan Pro Wrestling & WCW (1994-1998)
Entrò nella All Japan Pro Wrestling nel 1994 rimanendovi fino al 1997, quando riapparve nella World Championship Wrestling (WCW) con i capelli tinti di biondo platino, utilizzando sul ring il suo vero nome, John Nord. Combatté principalmente a WCW Saturday Night ed ebbe un lungo periodo di imbattibilità che terminò per mano di Bill Goldberg, il 4 luglio 1998. Nord allora formò una coppia di breve durata con Barry Darsow, per poi lasciare la WCW.

## Vita privata
Dopo il ritiro dal wrestling, Nord andò a lavorare nella società di proprietà del fratello, la Nord East Motors, con sede a Hilltop, Minnesota. Finita l'esperienza lavorativa alla Nord East Motors, trovò lavoro presso una fabbrica di pannolini Huggies a Rochester, New York.
Nord ha un figlio di nome Joe.
Nel luglio 2016 Nord si è costituito parte civile in una class action nei confronti della WWE, con l'avvocato Konstantine Kyros a rappresentare i querelanti. Nel settembre 2018 le cause sono state respinte dal giudice Vanessa Lynne Bryant, ma è stato presentato ricorso. Il contenzioso sostiene che la WWE ha deliberatamente nascosto i rischi di lesioni gravi e permanenti ai suoi atleti. Nel settembre 2020 il ricorso è stato respinto da una corte d'appello federale.

### Guai giudiziari
Nord è apparso nella puntata del 24 gennaio 2018 del programma televisivo Judge Mathis dove è stato citato in giudizio da Christine Schmidt, con la quale aveva stretto amicizia presso la struttura per la riabilitazione dall'abuso di sostanze in cui lavorava, per la somma di $ 4.759 da lui spesi mediante due carte di credito intestate alla Schmidt. Nord ha detto di essere stato in riabilitazione per abuso di sostanze dal dicembre 2016 e che lui e la querelante avevano effettivamente speso un assegno di royalty da $ 10.000 della WWE in cose come cene di lusso al ristorante. Inizialmente, egli intendeva ripagarla con i fondi di un altro assegno di royalty che si aspettava, ma che non si concretizzò. Quindi, le offrì a titolo di rimborso "205 preziose action figures di wrestling" dai suoi giorni nel business, da vendere online. Schmidt le vendette per un totale di $ 1.700. Nord affermò che avrebbe guadagnato molto di più se le avesse vendute al loro valore stimato, di cui 5 del valore di circa $ 750 ciascuna. Schmidt ha difeso la transazione affermando di essere ignorante in merito alle vendite online e di avere bisogno di denaro rapidamente per pagare le bollette. Mathis ha stabilito che la donna avrebbe dovuto informarsi meglio sul reale valore della merce che stava vendendo prima di vendere le action figures, e ridotto l'importo dovuto a lei dai proventi della vendita a $ 3.059.
Il 23 marzo 2019 Nord fu arrestato con due accuse, una per guida in stato di ebbrezza e una per guida senza patente dopo che la sua era stata ritirata. Nord è stato sottoposto a una cauzione di $ 60.000 per le accuse. Questo fu il suo settimo arresto per imputazioni simili, e l'ultimo di 16 episodi nell'ultimo decennio in cui Nord ha dovuto affrontare accuse di reati stradali.
Il 15 luglio 2019 il giudice distrettuale della Contea di Hennepin Jay Quam ha condannato Nord a cinque anni di libertà vigilata a condizione che rimanga in alloggi restrittivi e si astenga dal "guidare in alcun modo". L'accusa aveva chiesto una pena detentiva di quattro anni, sostenendo che la storia di Nord mostra che rappresenta un rischio significativo per la sicurezza pubblica. Il giudice, tuttavia, nella sua decisione, ha tenuto conto del fatto che Nord è in cura, gli è stata diagnosticata la sclerosi laterale amiotrofica che lo ha costretto su una sedia a rotelle e trascorrerà il resto della sua vita in terapia assistita in strutture apposite.

## Personaggio

### Mosse finali
- Camel Clutch
- Falling Powerslam
- Inverted Suplex Slam

### Manager
- Adnan El Kassey
- Mr. Fuji
- Oliver Humperdink
- Skandor Akbar
- Gary Hart

## Titoli e riconoscimenti
- Pro Wrestling Illustrated
  - PWI Rookie of the Year (1985)
  - 422º nella graduatoria dei migliori 500 wrestler singoli nei "PWI Years" del 2003